# Shivunipalle
Shivunipalle es una ciudad censal situada en el distrito de Jangaon en el estado de Telangana (India). Su población es de 6242 habitantes (2011). 

## Demografía
Según el censo de 2011 la población de Shivunipalle era de 6242 habitantes, de los cuales 2960 eran hombres y 3282 eran mujeres. Shivunipalle tiene una tasa media de alfabetización del 75,95%, superior a la media estatal del 67,02%: la alfabetización masculina es del 83,63%, y la alfabetización femenina del 69,12%.